# Sam Dower
Samuel Dower jr., detto Sam (Brooklyn Park, 6 novembre 1990), è un ex cestista statunitense.